# تساليت
تساليت بلدة نائية بإقليم أزواد، في عمق الصحراء الكبرى، تبعد خمسين كيلومترا عن الحدود الجزائرية، وهي منطقة مرتفعات كانت الولايات المتحدة تعدها لإقامة مركز قواتها بأفريقيا، حتى تمكنت فرنسا من بسط سيطرتها عليها، لضمان نفوذها في منطقة الساحل والصحراء.
بها قاعدة عسكرية استولى عليها متمردون منهم الحركة الوطنية لتحرير أزواد،  ثم تدخلت قوات فرنسية لإخضاعها.

## معرض الصور

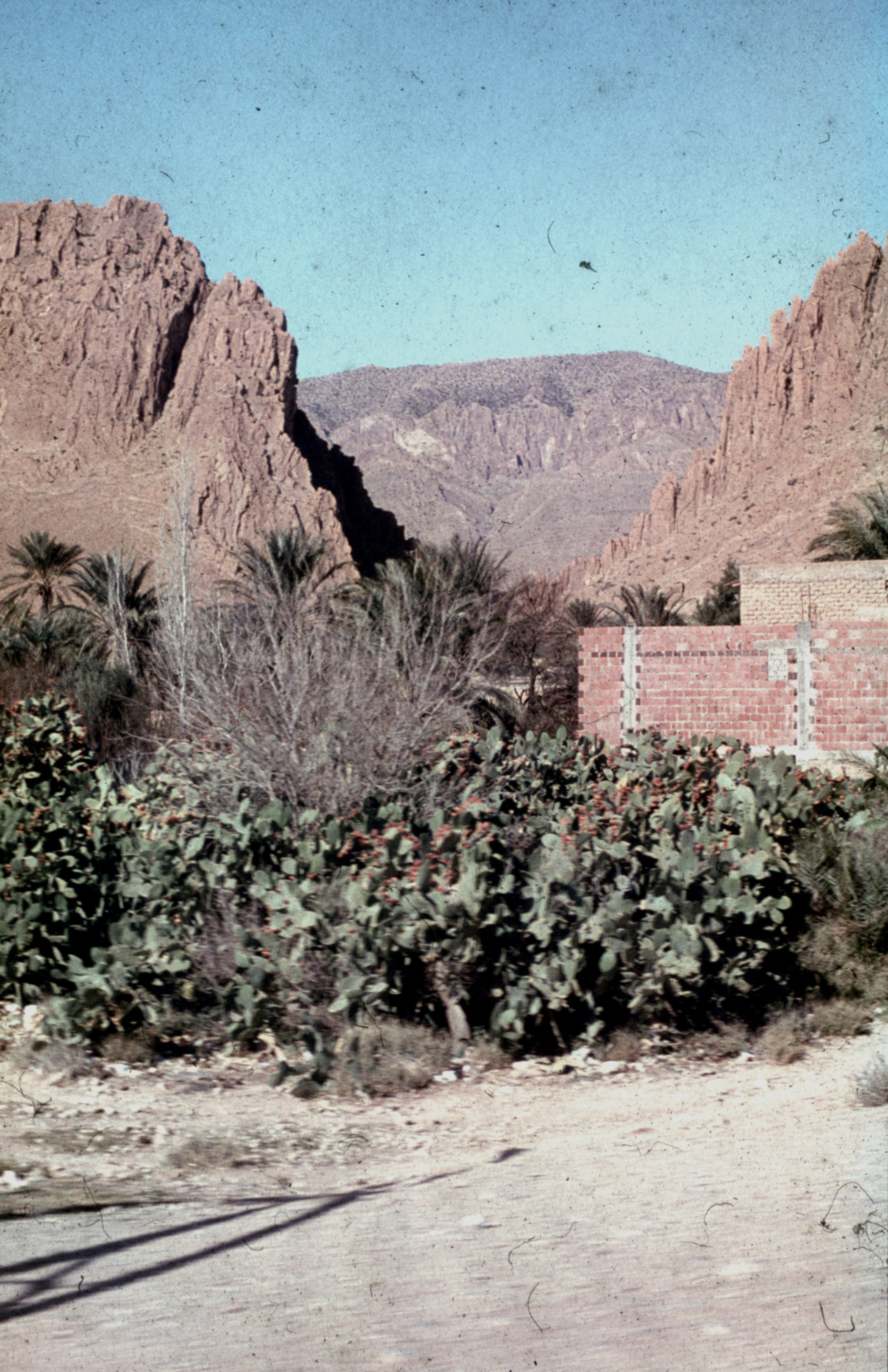
بئر في تساليت
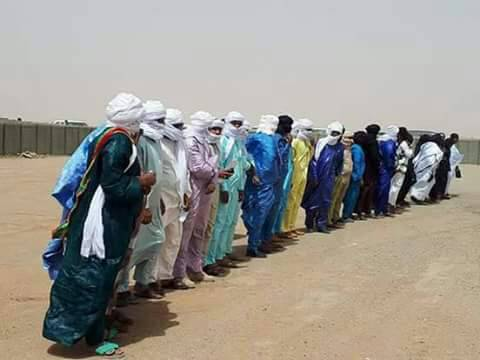
سكان أزواد من الطوارق
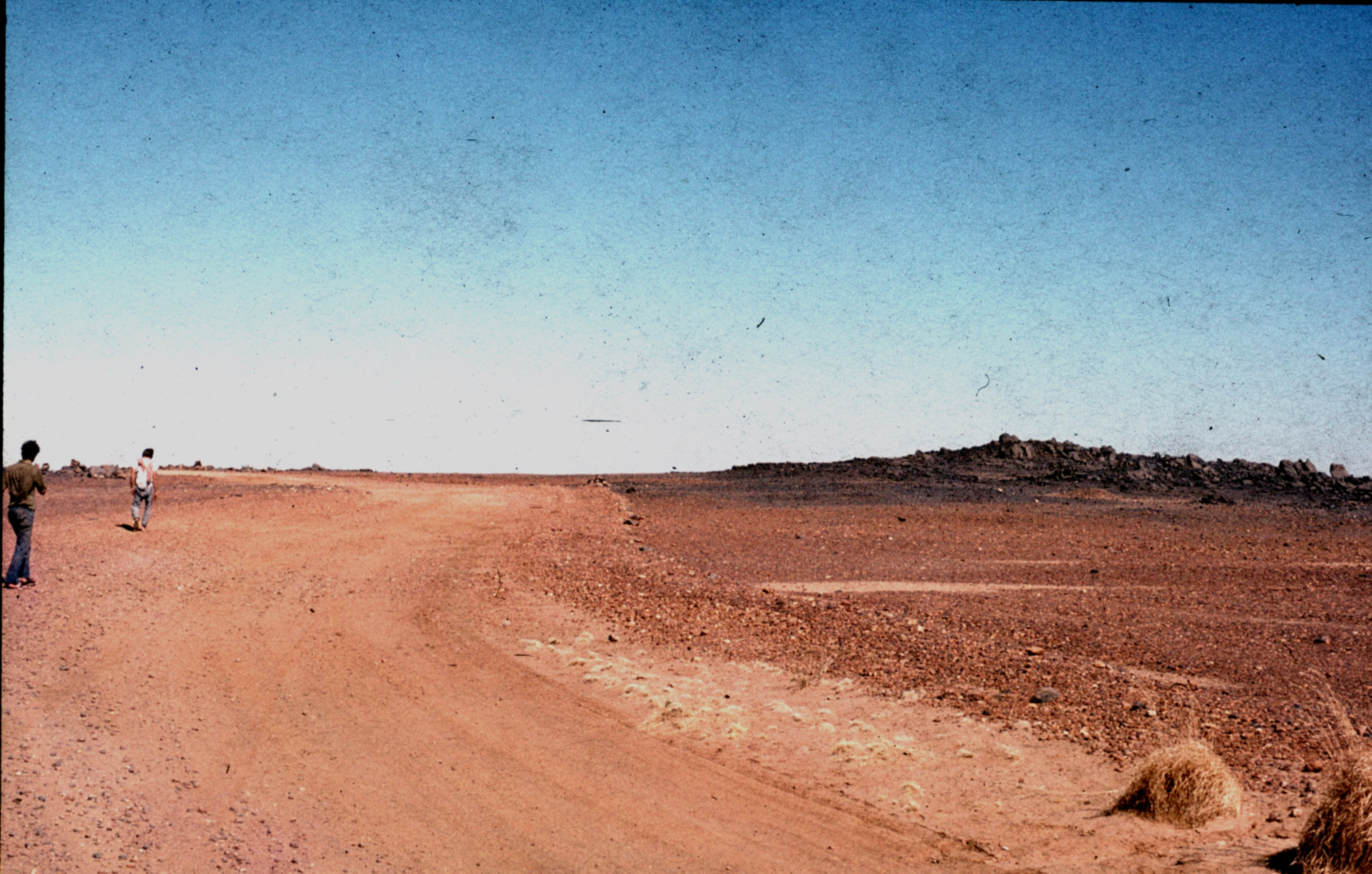
الطريق المؤدية إلى تساليت
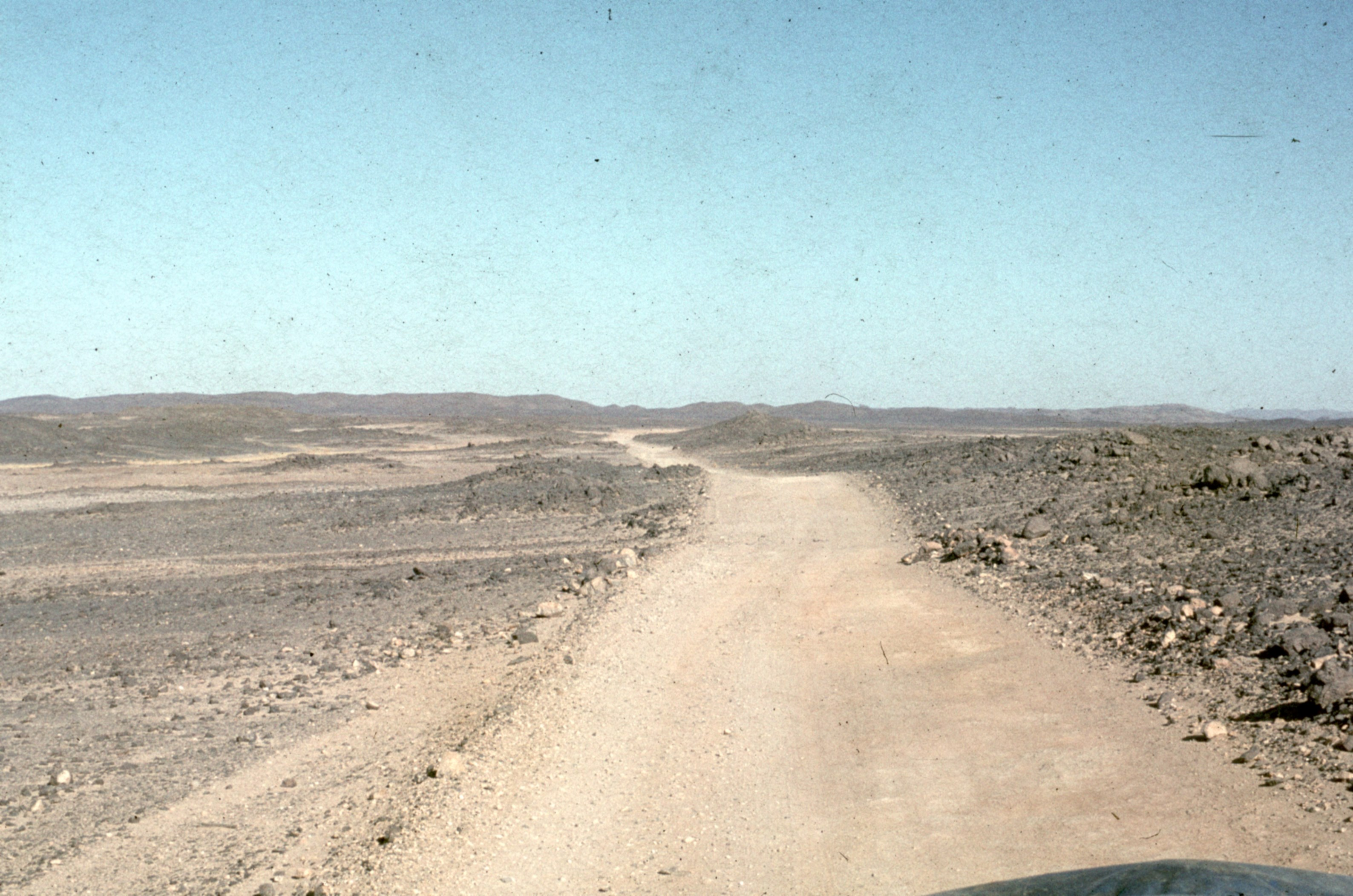
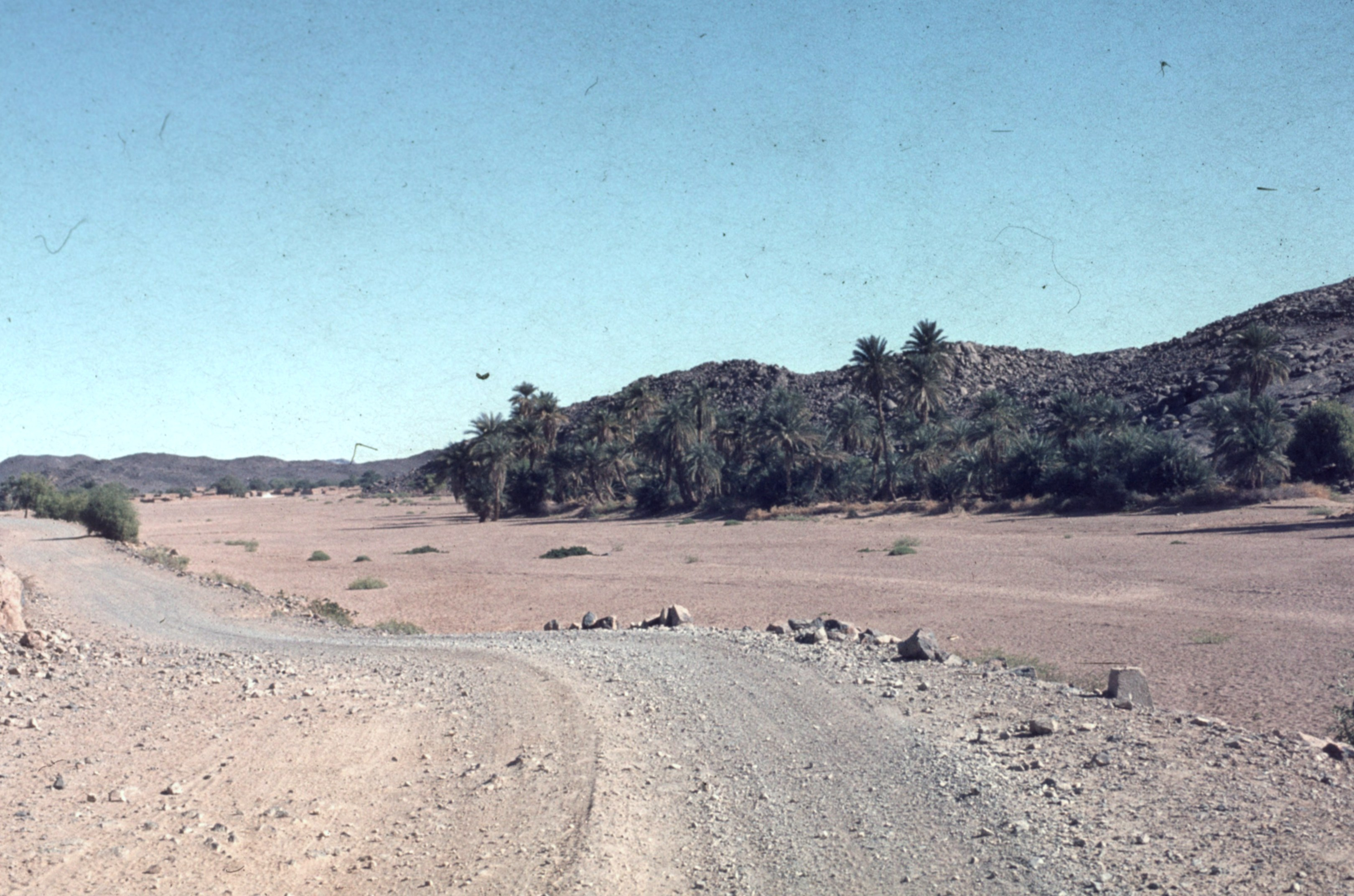
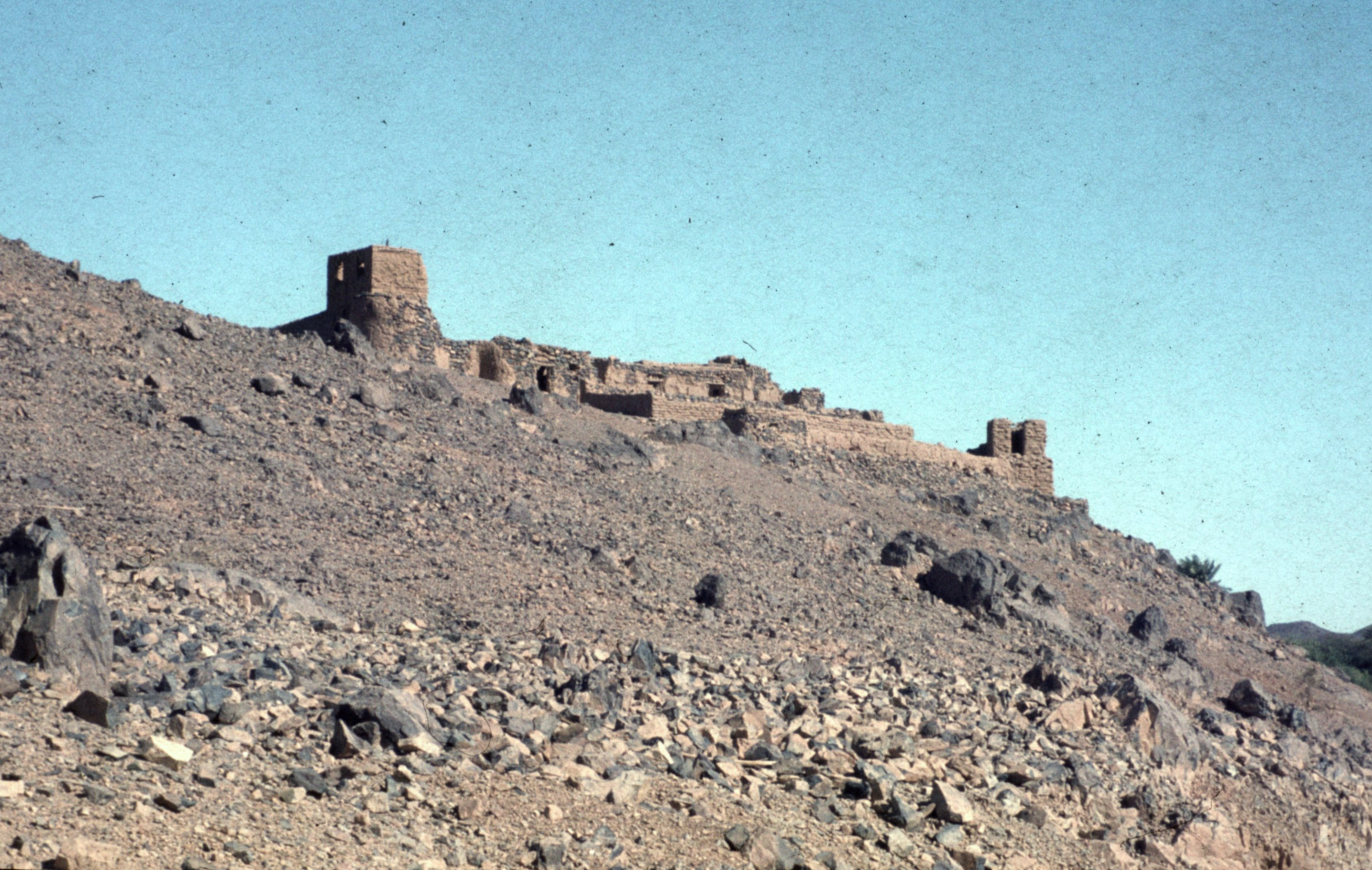
حصن مطل على تساليت